# What's the Frequency, Kenneth?
What's the Frequency, Kenneth? è un brano della band statunitense R.E.M.. La canzone è il primo singolo estratto dal nono album della band Monster (1994).

## Descrizione
Il titolo della canzone si riferisce ad un fatto realmente avvenuto a New York nel 1986, quando il famoso giornalista televisivo Dan Rather, mentre camminava per una via di Manhattan, fu vittima di un attacco da parte di uno o due assalitori, i quali, mentre lo picchiavano, gli avrebbero chiesto ripetutamente: “Kenneth, qual è la frequenza?” (in inglese “Kenneth, what is the frequency?”). In seguito uno dei due assalitori è stato identificato come William Tager, il quale sembra che abbia attaccato Rather perché convinto che i media lo stessero controllando tramite l'invio di segnali dentro la sua testa. Egli pensava che se fosse riuscito a scoprire la frequenza esatta di quei segnali, sarebbe riuscito a bloccarli e così a liberarsi dal controllo dei media.

## Video musicale
La chitarra suonata da Peter Buck nel video della canzone, una Fender Jag-Stang, apparteneva in origine a Kurt Cobain, frontman dei Nirvana. La chitarra fu data in dono a Buck da Courtney Love, vedova di Cobain. Nel video, lo strumento viene suonato al rovescio perché la chitarra era stata creata appositamente per Cobain che era mancino

## Successo commerciale
Il singolo è riuscito ad arrivare alla posizione 21 della Billboard Hot 100 ed al numero nove della classifica inglese. In seguito il brano è stato anche inserito nel greatest hits In Time: The Best of R.E.M. 1988-2003 nel 2003. È da notare che il singolo è stato il primo nella storia a debuttare direttamente al primo posto della Alternative Airplay stilata da Billboard.

## Tracce

### 12" and CD maxi-single
1. "What's the Frequency, Kenneth?" (radio version) – 4:00
2. "Monty Got a Raw Deal" (live)* – 4:22
3. "Everybody Hurts" (live)* – 5:41
4. "Man on the Moon" (live)* – 5:22

### 7", CD single, and cassette
1. "What's the Frequency, Kenneth?" (album version) – 4:00
2. "What's the Frequency, Kenneth?" (instrumental version) – 4:00

## Classifiche
| Classifica (1994)              | Posizione massima |
| ------------------------------ | ----------------- |
| Australia                      | 24                |
| Austria                        | 21                |
| Belgio (Fiandre)               | 19                |
| Canada                         | 2                 |
| Finlandia                      | 6                 |
| Germania                       | 74                |
| Irlanda                        | 8                 |
| Italia                         | 17                |
| Norvegia                       | 9                 |
| Nuova Zelanda                  | 4                 |
| Paesi Bassi                    | 21                |
| Regno Unito                    | 9                 |
| Stati Uniti                    | 21                |
| Stati Uniti (alternative)      | 1                 |
| Stati Uniti (dance/electronic) | 24                |
| Stati Uniti (mainstream rock)  | 2                 |
| Stati Uniti (pop)              | 10                |
| Svezia                         | 21                |
| Svizzera                       | 22                |